# 알무데나 대성당
산타 마리아 라 레알 데 라 알무데나 대성당(스페인어: Catedral de Santa María la Real de la Almudena de Madrid)은 스페인 마드리드에 있는 로마 가톨릭교회의 마드리드 대교구 대성당이다. 1993년 요한 바오로 2세에 의하여 축성되었다. 

## 역사
1561년 스페인이 톨레도에서 마드리드로 천도하였을 때, 스페인 교회의 중심지는 여전히 톨레도에 머물러 있었고, 새 수도인 마드리드에는 모든 성당의 중심지라고 할 수 있는 대성당이 없었다. 이후 마드리드에 알무데나의 성모를 위한 대성당을 짓자는 이야기는 빠르게는 16세기부터 논의되었지만, 본격적으로 건축 작업에 나선 것은 1879년에 가서였다. 이는 16세기 당시 스페인이 아메리카 대륙에 개척지를 건설하고 해군력을 증강시키는 데에 대부분의 예산을 사용했기 때문에, 스페인 정부가 대성당보다는 제국을 유지하고 확장시키는 일이 더 중요하다고 결정했기 때문이었다. 이때문에 스페인에도 수백년도 더 된 성당들과 교회들이 수없이 많이 있었음에도 불구하고, 정작 수도인 마드리드에는 몇 백년간 제대로 된 대성당이 없었다. 
대성당은 1085년 알폰소 6세가 마드리드를 재점령했을 때 파괴되었던 중세 시대의 이슬람 모스크가 있던 자리에 지어진 것으로 추정된다.
대성당의 건설 책임자였던 프란시스코 데 쿠바스 후작은 네오고딕 양식을 염두에 두고 대성당을 설계하였다. 그러나 스페인 내전이 발발하면서 대성당의 건축은 전면 중단되었으며, 공사 현장은 1950년까지 그대로 방치되었다. 1950년에 새로 건설의 책임자를 맡게 된 페르난도 추에카 고이티아는 쿠바스 후작의 계획과 설계도면을 바로크 양식으로 전면 변경하였는데, 그 이유는 대성당이 지어질 장소 맞은편에 있는 마드리드 왕궁과 잘 조화를 이루게 하기 위함이었다.
대성당은 1993년에 완공된 후, 스페인을 방문한 교황 요한 바오로 2세에 의해 축성되었다. 2004년 5월 22일 스페인의 제1왕위 계승자인 아스투리아스 공 펠리페와 레티시아 오르티스의 혼배미사가 이곳 대성당에서 거행되었다. 대성당 내부는 독특한 현대식 모습을 보여주고 있는데, 부속 경당과 조각상들은 네오고딕 양식에서부터 팝아트 데코 양식에 이르기까지 여러 가지 다양한 양식으로 꾸며져 있다. 네오 로마네스크 양식의 지하실에는 16세기의 것으로 보이는 알무데나의 성모상이 모셔져 있다. 최근에는 마드리드 시의 발굴 작업으로 인하여 옛 무어 양식의 중세 시대 도시 성벽의 잔해들이 발굴되었다.
2004년 4월 28일 마드리드 대교구장 안토니오 마리아 로우코 발레라 추기경은 네오까떼꾸메나또의 창시자인 키코 아르궤요가 대성당 내부에 그린 성화를 축복하였다.

## 이미지

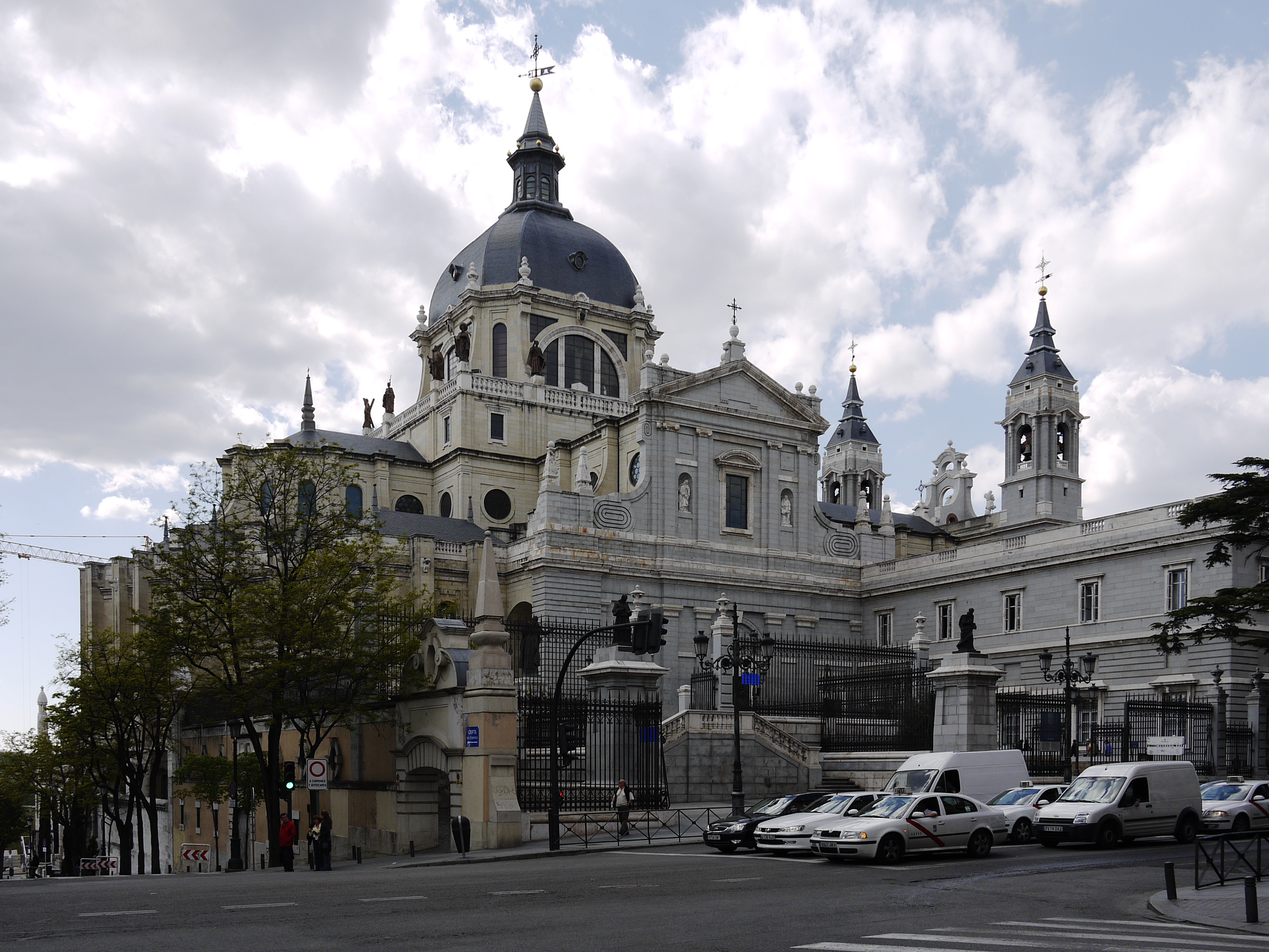
남동쪽
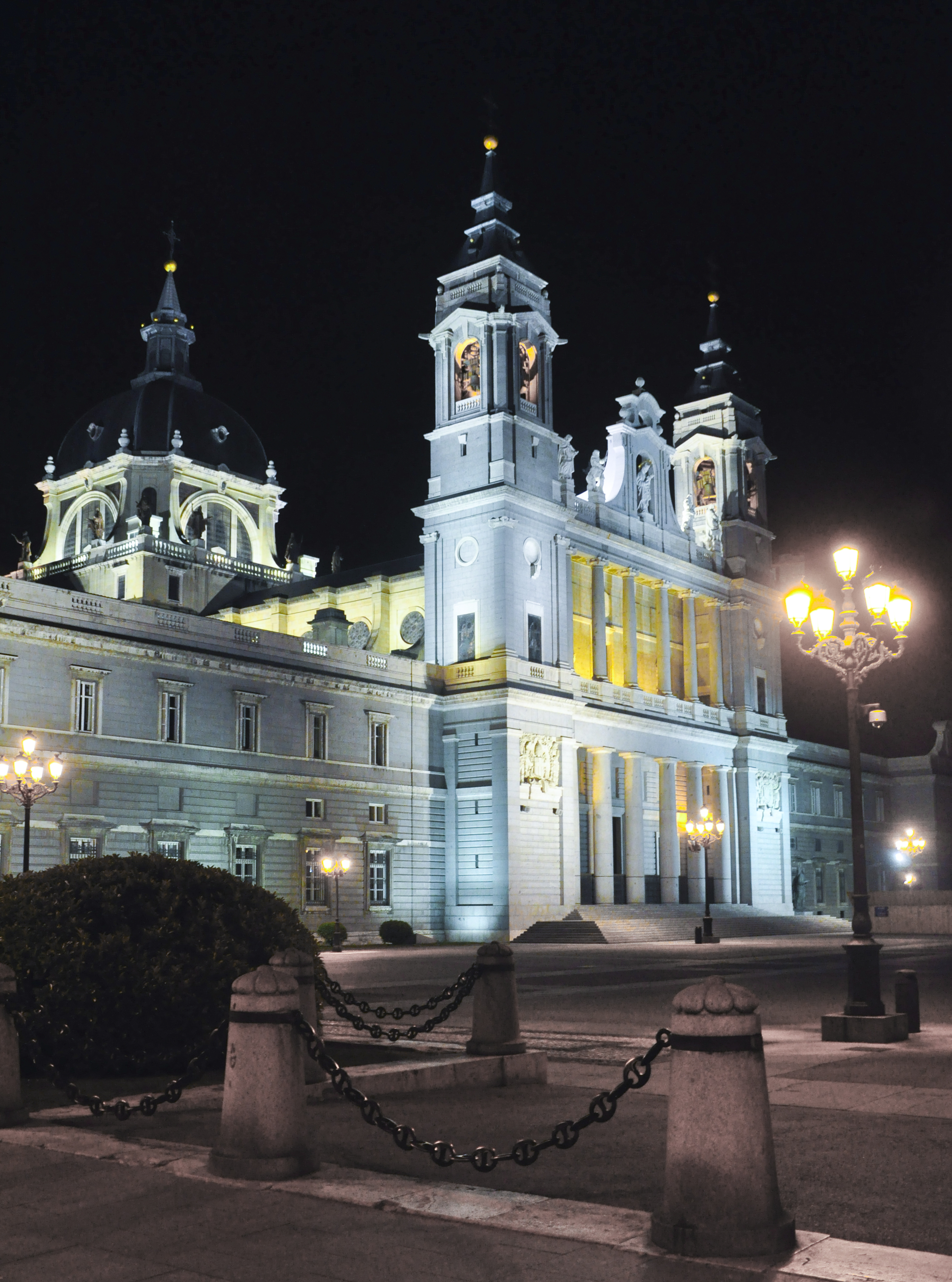
북쪽 파사드
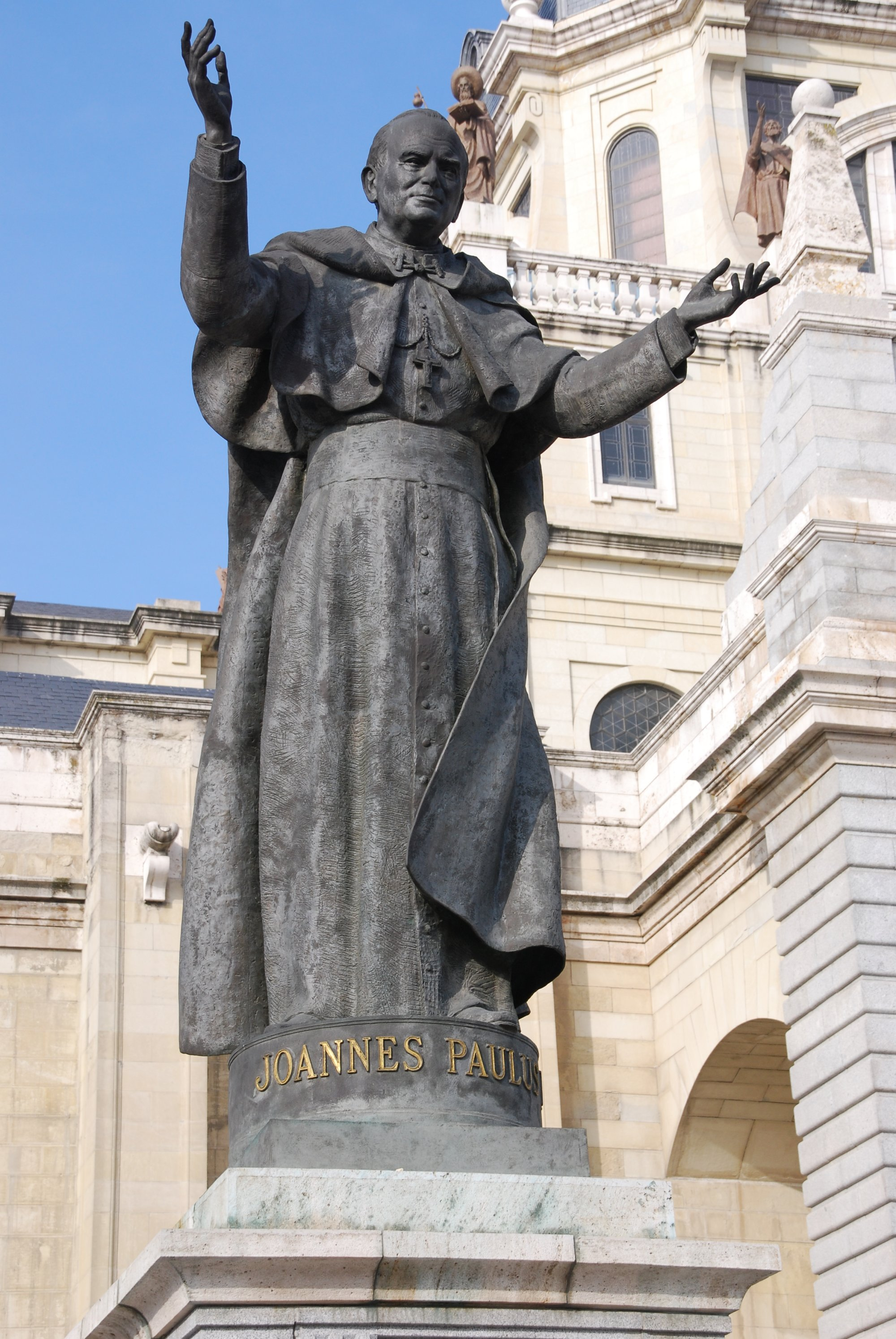
교황 요한 바오로 2세 동상
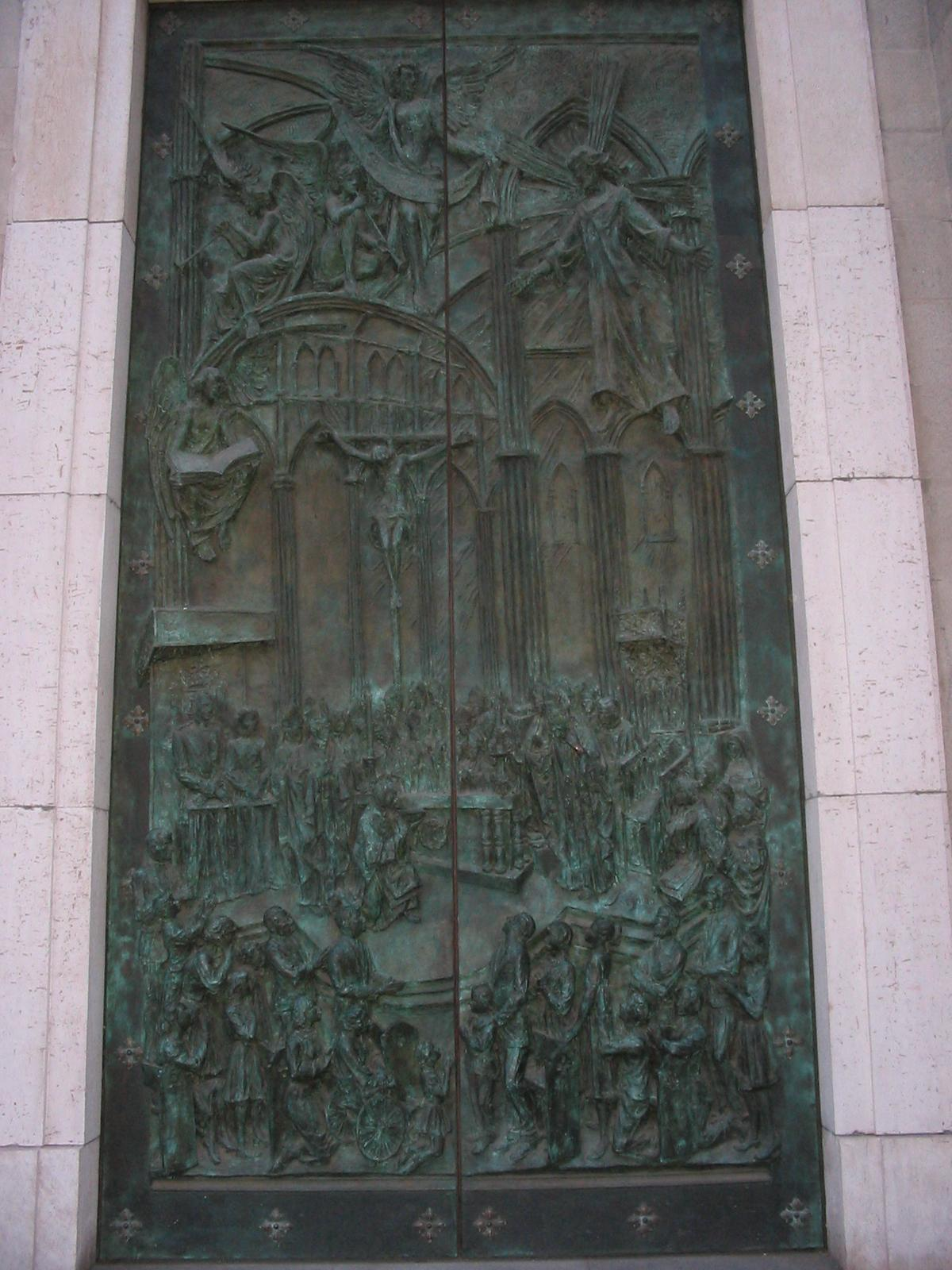
대성당의 정문
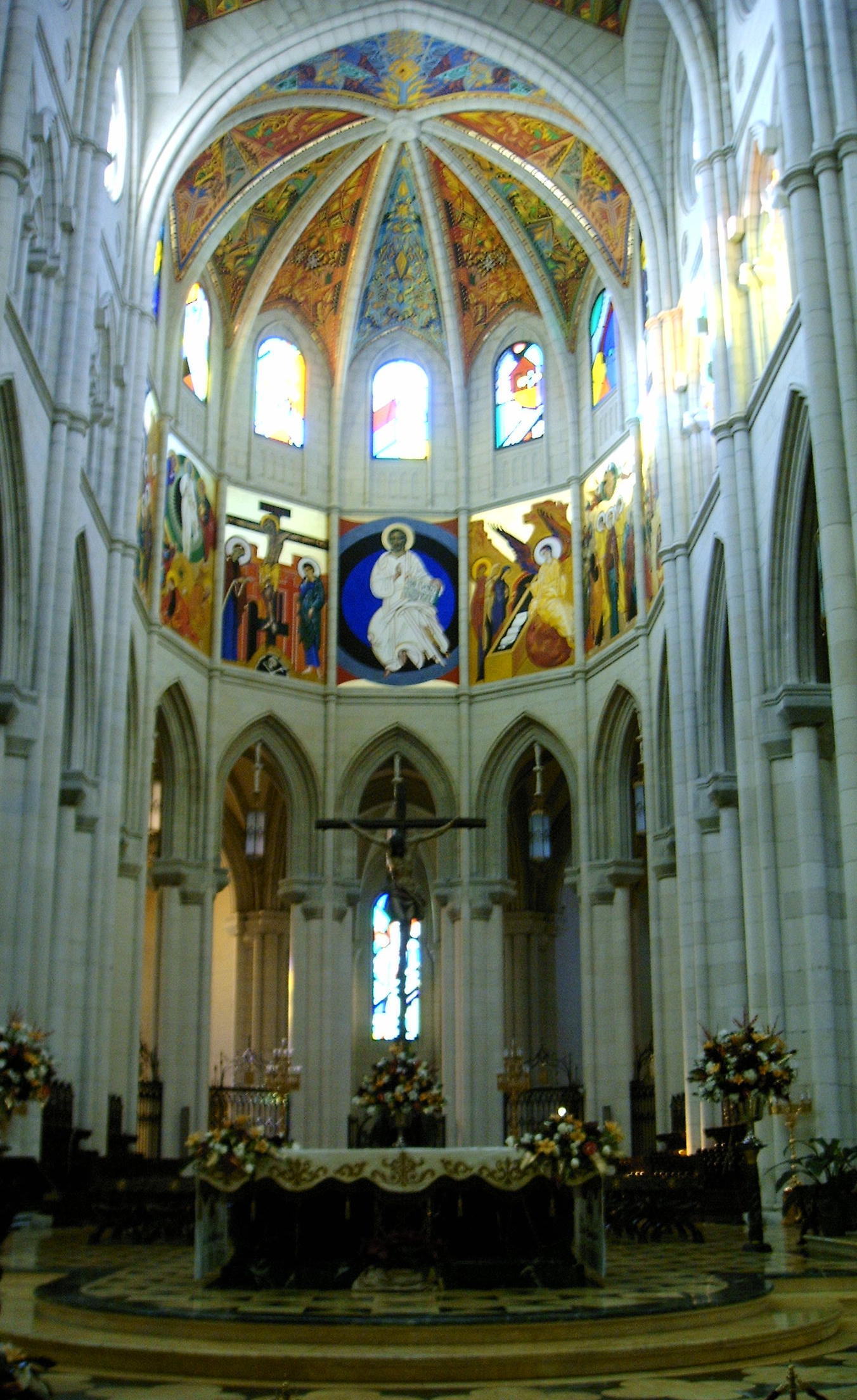
대성당 내부
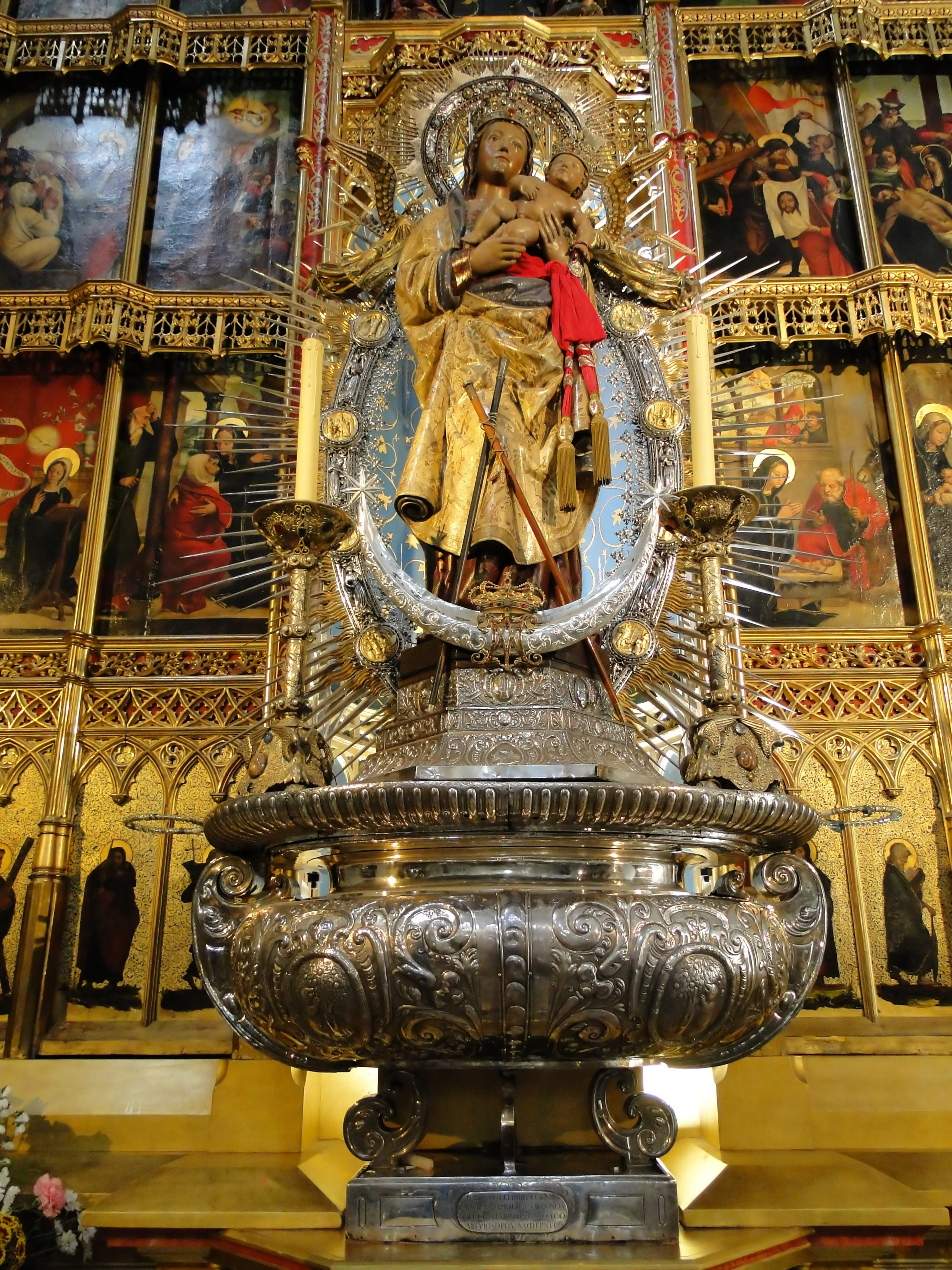
대성당의 성모상
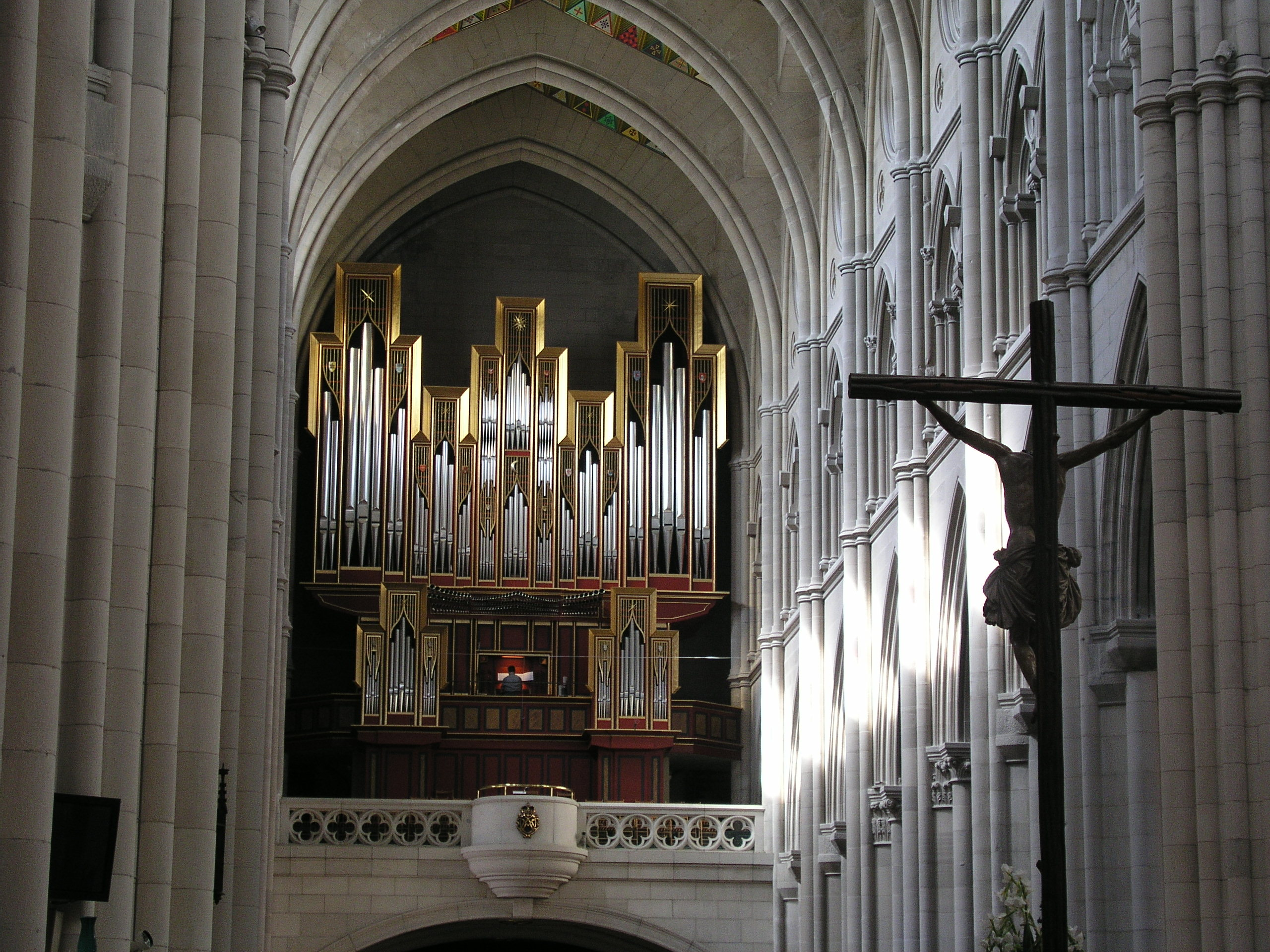
대성당의 파이프 오르간
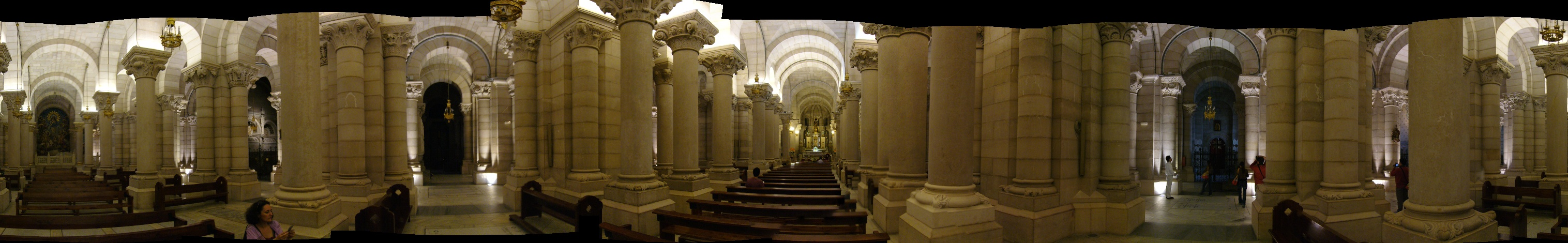
대성당의 지하실

## 같이 보기
- 스페인의 로마 가톨릭교회